# Костадин Шопов (волейболист)
Костадин Кирилов Шопов е български национален състезател, треньор и съдия по волейбол.

## Биография

### Състезателна кариера
Състезател на ЦСКА София. Дългогодишен национален състезател. Състезава се за румънския клуб „Медичина" – Букурещ.

### Треньор
Треньор на
- мъжкия отбор на ЦСКА
- мъжкият и женски национални отбори на България
- мъжкия национален отбор на Турция
- мъжкия и женския национални отбори на Монголия
- мъжкия отбор на „Екзабаши" Истамбул
- мъжкия отбор на „Адана" – Турция

Участва в написването на книгите:
- Ръководство по волейбол – К. Шопов, Д Еленков
- Ръководство по волейбол за деца и юноши – Т. Чакъров, К Шопов и Д. Гигов
- Управление на учебно-тренировъчния процес по волейбол – К. Шопов

## Титли и награди

### Клубни отличия
- 1939 г. – шампион на България с АС -23;
- 1946 г. – шампион на България с „Чавдар";
- 1947 г. – шампион на Румъния с Медичина Букурещ;
- 1948 г. – шампион на България с ЦЦВ;
- 1949 г. – шампион на България с ЦДНВ.[1]

### В европейски първенства
- 1950 г. София – България 4-то място
- 1551 г. Париж – Франция 2-ро място

### В световни първенства
- 1949 г. Прага – Чехословакия Зто място
- 1952 г. Москва – СССР Зто място